# Gutensteiner Straße
Die Gutensteiner Straße B 21 ist eine ehemalige Bundesstraße, die hauptsächlich durch Niederösterreich verläuft. Sie führt über eine Länge von etwa 100 km von Wiener Neustadt (Theresienfeld) nach Mariazell.

## Verlauf
Die B 21 begann ursprünglich in Wiener Neustadt. Mit der Eröffnung der Nordspange Wiener Neustadt (Wöllersdorf – Theresienfeld) wurde die B 21 nördlich an die Grenze zu Theresienfeld umgeleitet. Die B 21b verlängert von der Wiener Neustädter Straße (B 17) in Wiener Neustadt zur Leitha Straße B 60. Weiters existiert die B 21a, eine Spange von Wöllersdorf zur L151 und nach Felixdorf, die ab dessen Gemeindegrenze mit Theresienfeld als Gemeindestraße (Badener Straße) weiterführt.
Von Wöllersdorf führt die B 21 weiter durch das Piestingtal, vorbei an den Ortschaften Markt Piesting (Verbindung nach Berndorf über den Hart), Oed-Waldegg, Reichental (Verbindung nach Puchberg über den Ascher), durch die Engstelle der Quarb nach Pernitz (Verbindung nach Pottenstein über den Hals) und das namensgebende Gutenstein, über den Rohrer Sattel (864 m) nach Rohr im Gebirge und weiter in die Kalte Kuchl.
Von hier bis Walkmühle, wo die Hohenberger Straße B 214 auf die B 21 trifft, ist die Gutensteiner Straße schlecht ausgebaut. In diesem Streckenstück liegt der Ochsattel (820 m), der im Winter bei starkem Schneefall immer wieder gesperrt wird bzw. über den Schneekettenpflicht herrscht.
Von Walkmühle aus führt die Gutensteiner Straße dann weiter über St. Aegyd am Neuwalde und Kernhof über das Kernhofer Gscheid nach Terz im Salzatal. Durch Halltal führt die B 21 schließlich nach Mariazell.

## Geschichte
1808–1809 wurde eine „Commerzialstraße“ durch das Piestingtal erbaut, die in Sollenau von der Triester Straße abzweigte und bis Gutenstein führte.
1834 besaß die Guttensteiner Straße drei Mautstationen in Wöllersdorf, Pernitz und Gutenstein, die der Staatskasse rund 5.000 Gulden einbrachten. Wegen ihrer geringen überregionalen Bedeutung wurde diese Straße 1869 dem Land Niederösterreich übergeben und seither als Landesstraße geführt.
1894 wurde der Streckenabschnitt zwischen Schwarzau und Sankt Aegyd eröffnet und als „schönste Straße in Niederösterreich“ bezeichnet.
Durch einen Beschluss des steirischen Landtages vom 23. Jänner 1895 wurde der steirische Streckenabschnitt zwischen Mariazell und Terz zu einer Bezirksstraße I. Klasse aufgewertet. Seit dem 1. April 1938 werden die Bezirksstraßen I. Ordnung in der Steiermark als Landesstraßen geführt.
Die Gutensteiner Straße gehört seit dem 1. Jänner 1950 zum Netz der Bundesstraßen in Österreich.
Seit dem 1. Jänner 1972 beginnt die Gutensteiner Straße in Wiener Neustadt, die historische Strecke zwischen Felixdorf und Wöllersdorf wurde in Felixdorfer Straße umbenannt und als B 21a bezeichnet.
Am 11. Dezember 1990 wurde die neue Umfahrungsstraße von Oberpiesting bis Waldegg dem Verkehr übergeben.